# Xã Paw Paw, Michigan
Xã Paw Paw (tiếng Anh: Paw Paw Township) là một xã thuộc quận Van Buren, tiểu bang Michigan, Hoa Kỳ. Năm 2010, dân số của xã này là 7.041 người.